# Eddard Stark

Eddard Stark (poznat još kao Eddard Ned Stark) izmišljeni je lik iz ciklusa romana fantastike Georgea R.R. Martina Pjesma leda i vatre.

## Životopis
Eddard bio je knez Oštrozimlja, guverner Sjevera te potomak Ricarkda Starka, najpoznatijeg Starka u Sedam kraljevstva, i nepoznate žene. Oženio se gospom Catelyn od kuće Tully te je s njom imao 4 sina i 2 kćeri, te s nepoznatom prostitutkom nezakonita sina Jona Snowa, zapovjednika Noćne straže. Za vrijeme svrgavanja Aerysa II Targaryena (tzv. Ludog kralja) udružio se s Robertom Baratheonom, koji je nakon tog rata postao kralj.
Nakon iznenadne i zagonetne smrti Jona Arryna, Kraljevog Namjesnika, Robert je Eddardu ponudio mjesto Namjesnika na što je on nakon dugog razmišljanja pristao. Eddard je pokušavao saznati pod kojim je okolnostima umro Arryn te je doznao kako je njegov predhodnik znao nešto što nitko ne bi trebao.
U međuvremenu kralj Robert biva smrtno ranjen u lovu na vepra. Na smrtnoj postelji daje dokument s pečatom gdje Eddardu daje sve ovlasti da vrši dužnost kralja sve dok mu najstariji sin Joffrey postane punoljetan. 
Nakon kraljeve smrti, Eddard odlazi u prjestolnu dvoranu zatiče maloljetnog Joffreya, njegovu majku Cersei, članove Malog Vijeća i Kraljevske Garde. Pokazuje im kako ima ovlast od preminulog kralja da bude kralj sve dok Joffrey ne postane punoljetan. Cersei ga optužuje da je krivotvorio potpis kako bi svrgnuo mladog kralja i postavio kuću Stark na Željezno prijestolje. 
Eddard biva uhićen i nakon nekoliko dana javno smaknut. Njegovom smrću Starkovi i njihovi vazali su se odvojili od Željeznog prijestolja, a Eddardovog najstarijeg sina Robba postavili za Kralja na Sjeveru. Robb je objavio rat mladom kralju i time je počeo Rat Pet Kraljeva.

## Karakteristike lika
Eddard je čovjek koji promišlja prije svojih odluka. Nije naivan, ali ako više nama nikakvog izbora onda pusti da stvari idu svojim tokom. Brižan je otac i muž te bi sve napravio za svoju obitelj.

## Vanjske poveznice
- Profil lika na Game of Thrones Wiki
- Profil lika na Heroes Wiki